# Europäische Bewegung Deutschland
Die Europäische Bewegung Deutschland e. V. (EBD, bis 1992 Deutscher Rat der Europäischen Bewegung) ist ein überparteilicher Zusammenschluss von Interessengruppen im Bereich Europapolitik in Deutschland und institutionell geförderte Mittlerorganisation des Auswärtigen Amtes. Es gilt als größtes europapolitisches Netzwerk Deutschlands.
Sie kooperiert eng mit allen EU-Akteuren auf nationaler und europäischer Ebene, insbesondere mit der Bundesregierung, der Europäischen Kommission und dem Europäischen Parlament. Die rund 230 Mitgliedsorganisationen repräsentieren verschiedene gesellschaftliche Gruppen: Neben zahlreichen Verbänden, vor allem Berufsverbänden, mehreren Stiftungen und den politischen Parteien zählen auch einzelne Institutionen und sogar Kapitalgesellschaften zu den Mitgliedern. Ziel ist es, in enger Kooperation mit den politischen Institutionen die europapolitische Kommunikation, die europäische Vorausschau und die europapolitische Koordinierung in Deutschland nachhaltig zu verbessern und dabei auch die europäische Berücksichtigung der jeweils eigenen Interessen zu fördern.
Das Netzwerk ist Teil der Europäischen Bewegung International.

## Aufgaben, Projekte, Politik
Die Europäische Bewegung Deutschland ist ein als gemeinnützig anerkannter eingetragener Verein und wird durch das Auswärtige Amt (AA) über den Bundeshaushalt institutionell gefördert. Sie ist damit keine Nichtregierungsorganisation im engeren Sinne, sondern eine Quasi-autonome Non-Governmental Organisation (QUANGO). Im rechtlichen Status und im institutionellen Verhältnis zum Auswärtigen Amt dem Goethe-Institut ähnlich, hat die Europäische Bewegung 2015 einen Rahmenvertrag mit dem AA geschlossen.
Sie arbeitet aber inhaltlich und organisatorisch eng mit der Europa-Abteilung zusammen. Das Konzept Europa-Kommunikation & Europäische Vorausschau wird entsprechend abgestimmt. In diesem Rahmen bietet der Verein für seine Mitgliedsorganisationen Informationssitzungen zu europäischen Themen an. Dabei handelt es sich z. B. um Gespräche zu den aktuellen Konsultationsverfahren der Kommission oder Informationsveranstaltungen zu den Ergebnissen des Rates.
Die EBD ist zentrale Auswahlstelle für deutsche Studierende am College of Europe in Brügge und Natolin. Zudem organisiert das Berliner Büro der EBD den Europäischen Wettbewerb, mit jährlich rund 70.000 teilnehmenden Schülerinnen und Schülern.
Auf Grund der großen Vielfalt innerhalb der Mitgliedschaft von über 200 Organisationen kann sich die Europäische Bewegung Deutschland nicht immer klar positionieren. Klassische Beschlüsse, wie in Nichtregierungsorganisationen üblich, unterbleiben meist. Wichtigste Themen sind Stellungnahmen zu Rahmenbedingungen deutscher Europapolitik und europapolitischer Öffentlichkeitsarbeit und allgemeine Fragen zur Fortentwicklung der Europäischen Union.
Die EBD strebt als größtes deutsches Netzwerk die Stärkung der europäischen Integration auf allen politischen Ebenen an. In diesem Zusammenhang ist für die EBD die Berücksichtigung der unterschiedlichen politischen Konzepte ihrer Mitglieder besonders wichtig. Zudem stützt sich die EBD auf den europapolitischen Konsens in Politik, Gesellschaft und Wirtschaft auf der Grundlage des europäischen Rechts. Um die Einzelinteressen ihrer Mitglieder als Gesamtinteressen zu bündeln und zu vertreten, formuliert die EBD jährlich politische Forderungen. Der Verabschiedung der politischen Forderungen geht ein mehrmonatiger Konsultationsprozess innerhalb der Mitgliedschaft voraus. Grundlage aller Aktivitäten bilden die Satzung und die vom Vorstand beschlossene und im dreijährigen Turnus aktualisierte Zielvereinbarung mit dem Auswärtigen Amt.
Die EBD-Politik für 2024/25 orientiert sich an folgenden drei Themenbereichen und den dazugehörigen Unterpunkten:
1. Europäische Demokratie vertiefen
- Europäische Werte und Grundrechte achten
- Parlamentarismus und pluralistische Demokratie stärken
- Digitale Dialogkultur und Medienpluralismus fördern
- Jugend stärken
- Gleichstellung der Geschlechter voranbringen
- EU-Rechtsetzung transparent gestalten
- Deutsche Europapolitik strategischer und stringenter ausrichten
- EU-Haushalt u. -Fiskalrahmen zukunftsfest u. demokratisch weiterentwickeln

2. Europas Werten Geltung verschaffen
- Gemeinsame Außen-, Sicherheits- und Handelspolitik vertiefen
- Grenzen in Europa abbauen
- Migrations- und Asylpolitik auf Basis europäischer Werte gestalten

3. Europa zukunftsfähig machen
- Bildungspolitik modern und inklusiv gestalten
- Ökologischen Wandel gestalten
- Digitale und resiliente Zukunft gestalten
- Soziale Gerechtigkeit gestalten

## Frau Europas
Die Frauenkommission der Europäischen Bewegung Deutschland verleiht jährlich den Titel Frau Europas an eine bekannte europäische Frau aus Deutschland.

## Zusammenarbeit mit anderen Organisationen
Die Europäische Bewegung Deutschland ist im Unterschied zur Europa-Union Deutschland oder der Paneuropa-Union nicht offen für persönliche Mitglieder. Der Verein wirkt vornehmlich, um die Akzeptanz und die Rahmenbedingungen für die Europapolitik in Deutschland zu verbessern, und vermeidet Tätigkeiten, die besser von Mitgliedsorganisationen übernommen werden können.
Das Netzwerk wirkt deshalb gemeinsam mit Ländervertretern mit beratender Stimme bei der Koordinierung der europapolitischen Öffentlichkeitsarbeit der Bundesregierung, des Europäischen Parlamentes und der Europäischen Kommission mit. Gemeinsam mit dem institutionellen Partner Auswärtiges Amt führt das Netzwerk Dialogveranstaltungen durch. Zielgruppe sind hier Akteure der EU, des Bundes, der Länder, der Regionen und der Zivilgesellschaft.
Durch die Vielzahl von EBD De-Briefings und Grünbuch-Analysen zu wichtigen europäischen Entwicklungen hat sich die Kooperation mit den Mitgliedsorganisationen, der Vertretung der Europäischen Kommission in Deutschland und weiteren Bundesministerien intensiviert. Für diese Arbeit wurde das Netzwerk 2009 mit dem „EurActiv Award for Debating Europe Nationally“ ausgezeichnet.

## Organe
Organe des Vereins sind: Mitgliederversammlung, Vorstand und Generalsekretär.
Die Mitgliederversammlung findet jährlich einmal statt. In ihr sind alle Organisationen mit je einer Stimme vertreten.
Der Vorstand führt die Geschäfte des Vereins und repräsentiert die unterschiedlichen Organisationsbereiche: Wirtschaft, Gewerkschaften, Bildung und Wissenschaft, Parteien und anderes. Präsidentin ist seit 14. Oktober 2024 Linn Selle. Vize-Präsidenten sind derzeit Michael Gahler, Christian Petry und Barbara Lochbihler. Schatzmeister der EBD ist 
Peter Hahn.
Mitglieder werden nach verschiedenen Organisationsbereichen gewählt: Organisationsbereich Gewerkschaft: Steffi Grimm, DGB; Matthäus Fandrejewski DBB Jugend, dbb beamtenbund und tarifunion; Organisationsbereich Jugend: Wendelin Haag, Deutscher Bundesjugendring; Organisationsbereich Kommunen Lina Furch, Organisationsbereich Landeskomitees: Harald Baumann-Hasske, Europäische Bewegung Sachsen; Organisationsbereich Wirtschaftsverbände: Miriam Philipp, Bundesverband der Deutschen Industrie; Freya Lemcke, Deutsche Industrie- und Handelskammer; Organisationsbereich Bildung & Forschung mit Fokus Europa: Christian Johann, Europäische Akademie Berlin; Thu Nguyen, Jacques Delors Centre; Organisationsbereich Gemeinnützige Verbände mit primärer Zielsetzung europäische Integration: Funda Tekin, Institut für Europäische Politik; Christian Moos, Europa-Union Deutschland; Organisationsbereich Parteien: Anton Hofreiter MdB, Bündnis 90/Die Grünen; Yannick Bury MdB, CDU; Tobias Winkler MdEP CSU; Thomas Hacker MdB, FDP; Joachim Streit MdEP, Freie Wähler; Sabrina Repp MdEP, SPD; Nathalie Dworaczek, Volt Deutschland. Organisationsbereich Weitere Organisationen mit europapolitischem Interesse: Frank Burgdörfer, Citizens of Europe; Thiemo Fojkar, Internationaler Bund; Clara Föller, Junge Europäische Föderalisten – JEF; Sabine Overkämping, Deutscher Juristinnenbund; Felix Manuel Müller, Konrad-Adenauer-Stiftung; Gudrun Schmidt-Kärner, Deutscher Akademikerinnenbund
Generalsekretär ist seit 2003 Bernd Hüttemann.
Ehrenpräsidenten sind Hans-Dietrich Genscher †, Bundesaußenminister a. D.; Philipp Jenninger †, Bundestagspräsident a. D.; Annemarie Renger †, Bundestagspräsidentin a. D.; Walter Scheel †, Bundespräsident a. D.; Dieter Spöri, Minister a. D.; Rita Süssmuth, Bundestagspräsidentin a. D.; Wolfgang Thierse, Bundestagspräsident a. D.; Rainer Wend, Mitglied des Bundestags a. D.; Monika Wulf-Mathies, Mitglied der Europäischen Kommission a. D.; Linn Selle

## Geschichte
Die Europäische Bewegung wurde am 13. Juni 1949 als Deutscher Rat der Europäischen Bewegung in Wiesbaden gegründet. Gründungspräsident war der ehemalige Reichstagspräsident Paul Löbe.

### Gründungsjahre
Auch wenn der Europagedanke schon jahrhundertealt ist, so wurden die Einigungsideen nach dem Zweiten Weltkrieg konkret. Initiative war die berühmte Rede von Churchill in Zürich im September 1946, in der er für die Neuordnung Europas plädierte, eine Zusammenarbeit unabhängiger Staaten. Sein Schwiegersohn Duncan Sandys übernahm die aktive Arbeit. Als Leiter des britischen United Europe Movement organisierte er im Mai 1948 den Haager Europa-Kongress der Europäischen Bewegung. Ziel war es, anschließend Nationale Räte der Europäischen Bewegung zu gründen, die sich auf europäischer Ebene einem Internationalen Rat anschließen sollten. Eugen Kogon, ab Mai 1949 Präsident der Europa-Union, unterstützte die Gründung des Deutschen Rates der Europäischen Bewegung maßgeblich, indem er im Januar 1949 ca. 90 Persönlichkeiten des öffentlichen Lebens einlud, um mit Sandys ein provisorisches Exekutivkomitee zu konstituieren.
Gegründet wurde die Europäische Bewegung am 13. Juni 1949 als Deutscher Rat der Europäischen Bewegung in Wiesbaden. Auf der konstituierenden Sitzung wurden 252 hochkarätige Mitglieder aus Parteien und verschiedenen Ebenen des gesellschaftlichen Lebens Westdeutschlands gewählt. Gründungspräsident war der ehemalige Reichstagspräsident Paul Löbe, der diese Funktion bis 1954 innehatte. Das Amt des Vorsitzenden des Exekutivausschusses des Rates übernahm Kogon, zweiter Vorsitzender wurde Hermann Brill. Zu den Mitgliedern zählten u. a. auch Konrad Adenauer, Ludwig Erhard und Theodor Heuss.
Nachdem der erste Deutsche Bundestag zusammengetreten war, wurde am 9. November 1949 die Deutsche Parlamentarische Sektion der Europäischen Bewegung geschaffen, deren Vorsitz Carlo Schmid übernahm. Carlo Schmid war bereits zuvor zum Vizepräsidenten der internationalen Parlamentariergruppe des internationalen European Movement gewählt worden. Zweiter Vorsitzender der Sektion, der bis 1950 noch 244 Abgeordnete beitraten, wurde Heinrich von Brentano, Sekretär Fritz Erler.
Schon zu Gründungszeiten besaß die Europäische Bewegung einen überparteilichen Charakter. Die Finanzierung der Arbeit des Deutschen Rates erfolgte aus öffentlichen Mitteln, in den ersten Monaten durch Zuschüsse der Länder und ab 1950 aus Geldern des Bundeskanzleramts.

### Aufgabenzuwachs und Reformen
Langsam zeichnete sich eine genauere Rolle für den Deutschen Rat der Europäischen Bewegung ab. Das Exekutiv-Komitee unter der Leitung Eugen Kogons tagte regelmäßig und gab Stellungnahmen zu europapolitischen Themen ab, insbesondere in den Bereichen Wirtschaft, Sozialpolitik, Recht und Kultur, sowie Vorschläge zur europapolitischen Koordinierung der deutschen Regierung. Mit der Gründung des Europäischen Kulturzentrums in Genf und des College of Europe in Brügge kamen dem deutschen Rat neue Aufgaben zu, denn es wählte die Stipendiaten des Collège aus. Der Rat organisierte ebenfalls den 1953 geschaffenen Europäischen Schultag (seit 1978 unter der Bezeichnung Europäischer Wettbewerb), der Schüler mit dem Integrationsgedanken vertraut machen sollte. Darüber hinaus versuchte der Rat, die deutsche Öffentlichkeit zu mobilisieren, indem er an internationalen Kongressen teilnahm, Meinungsumfragen durchführte, Kundgebungen und Informationen für Presse und Mitglieder veröffentlichte.
Obwohl die europäische Integration durch die Montanunion (auch EGKS) 1951 und die Römischen Verträge zur Gründung von EWG und EURATOM 1957 vorangetrieben wurde, zeichneten sich beträchtliche Meinungsverschiedenheiten über die Zukunft Europas ab (z. B. über die Notwendigkeit einer Verfassung für den Kontinent) sowohl zwischen den nationalen als auch innerhalb des deutschen Rates.
Der wenig transparente Führungsstil Kogons führte 1954 zu seiner Ablösung als Präsident durch Ernst Friedlaender, der die Organisationsstrukturen des Deutschen Rates der Europäischen Bewegung reformierte. Nachdem dieser jedoch erkrankte und seine Ämter 1958 niederließ, wurde Hans Furler zu seinem Nachfolger gewählt.

### 1960er und 1970er Jahre im Zeichen der Direktwahlen des Europäischen Parlaments
Während der 1960er Jahre verzahnten Europa-Union und Deutscher Rat ihre Aktivitäten verstärkt, z. B. durch die Einrichtung einer gemeinsamen Pressestelle. Um Regierungsaktion und öffentliche Meinung stärker in Einklang zu bringen, wurde während der 1960er und 1970er Jahre die direkte Wahl und eine Stärkung der Kompetenzen des Europäischen Parlaments gefordert. Die zweite Hälfte der 1970er Jahre stand im Zeichen der für 1979 anberaumten Direktwahlen, besonders im Hinblick auf eine breite bürgernahe Öffentlichkeitsarbeit, die den Akzent auf Werbung für Wahlbeteiligung und Information über Parteienzusammenschlüsse auf europäischer Ebene setzte.
Parallel nahm die Zahl der Mitgliedsorganisationen stetig zu und es gründeten sich regionale Organisationen – noch heute existieren 14 Landeskomitees.

### Überwindung der „Eurosklerose“ der 1980er Jahre
Obwohl die Anzahl der Mitgliedsorganisationen stetig zunahm, sah sich der Deutsche Rat der Europäischen Bewegung mehr und mehr mit finanziellen Problemen konfrontiert, sodass der Informationsdienst eingestellt werden musste. Die erprobten Strukturen, die bereits für die Vorbereitung der ersten direkten Parlamentswahl geschaffen worden waren, blieben allerdings in den darauffolgenden Jahren erhalten, um weitere Wahlen zu begleiten.
Die 1980er Jahre waren von einer gewissen „Eurosklerose“ gekennzeichnet, ausgelöst durch Kontroversen um die Agrarsubventionen bzw. den Haushalt der EU, die auch die Aktivitäten des Deutschen Rates lähmten. Die Krise wurde überwunden mit der Verabschiedung der Einheitlichen Europäischen Akte (1987), gefolgt von den Vertragsrevisionen von Maastricht (1993) und Amsterdam (1999). In diesem Kontext arbeiteten die Bundesregierung und der Deutsche Rat immer enger bei der Diskussion und Information über aktuelle europapolitische Fragen zusammen.

### Neuerungen seit den 1990er Jahren
Während der 1990er Jahre wurde der Name der Organisation an den der anderen nationalen Sektionen der internationalen europäischen Bewegung angeglichen, so dass der Deutsche Rat nunmehr Europäische Bewegung Deutschland (EBD) hieß.
Die Bildungs- und Medienarbeit wurde verstärkt, unter anderem durch die Gründung des Preis Frauen Europas – Deutschland 1991, aber auch durch die Debatten um die Wirtschafts- und Währungsunion, den Verfassungsvertrag, und die Osterweiterung, für die die EBD als Forum diente. Sie prägte insbesondere die Arbeiten des Verfassungskonvents dank einer Studiengruppe, die zusammen mit der Europa-Union eingerichtet wurde und Positionspapiere bezüglich einer verbesserten Handlungsfähigkeit und Legitimation der EU an den Präsidenten des Konvents, Valéry Giscard d’Estaing, übergab. Ab 2004 wurde die fachliche Detailarbeit zur EU weiter ausgebildet durch die Entwicklung eines Arbeitskonzepts zur Europa-Kommunikation und Europäischen Vorausschau. Bekanntestes Projekt der EBD sind die an wechselnden Orten bei Mitgliedsorganisationen aber auch in Botschaften in Berlin stattfindenden De-Briefings und Briefings.
Das Berliner Büro wurde in den späten 1990er Jahren eröffnet und ist inzwischen zur Hauptgeschäftsstelle geworden. Seit 2022 befindet sich der Sitz in Alt-Moabit.
2006 wurde die Satzung der EBD grundlegend reformiert, sodass nunmehr jede Mitgliedsorganisation eine Stimme in der Mitgliederversammlung hat und einen Jahresbeitrag entrichten muss. Die Bandbreite der Organisationen hat sich ebenfalls immer weiter ausdifferenziert. 2010 überschritt die Mitgliederzahl des EBD die Marke von 200 Organisationen. Damit war der Verein in nur sieben Jahren um über 70 neue Organisationen angewachsen. Um neue Mitglieder rascher aufnehmen zu können, kann der Vorstand die Aufnahme beschließen. Die Mitgliederversammlung 2010 beschloss, sich verstärkt der Good Governance in der Europäischen Union und der deutschen EU-Akteure zu verschreiben. Das Arbeitsprogramm 2010/11 betont, dass die Stellung von Interessengruppen und der Zivilgesellschaft im Lissabon-Vertrag eine Neukonzeptionierung nötig mache.
Ein relativ neues Instrument der EBD sind Umfragen unter den Mitgliedsorganisationen. Anlässlich der jeweiligen EU-Ratspräsidentschaft wurden seit 2008 im halbjährlichen Rhythmus mögliche Themenschwerpunkte der Mitglieder erfragt. Von 2012 bis 2015 erhob die EBD gemeinsam mit Euractiv einmal jährlich die europapolitische Interessenlage unter dem Titel „EU-Trends“. 2011 wurde das Format „EP-Berichterstatter im Dialog“ eingeführt, um die steigende Bedeutung des Europäischen Parlaments im Gesetzgebungsprozess herauszustellen. Seit Herbst 2012 gibt es ein Dialogformat mit dem Europa-Staatsminister im Auswärtigen Amt, heute (Stand Januar 2020) Michael Roth.
Die EBD trage dabei „in einem nicht unerheblichen Maße zur Sozialisation in die Europapolitik und in das Feld des EU-Professionalismus bei“, durch Organisation der „Vernetzung politischer und professioneller Akteure“.

### Präsidenten seit 1949
- Paul Löbe, ehemaliger Reichstagspräsident (SPD), Präsident 1949–1951[28]
- Eugen Kogon, Publizist, 1951–1953
- Ernst Friedlaender, Publizist, 1954–1958
- Hans Furler, MdB (CDU) 1958–1966
- Ernst Majonica, MdB (CDU), 1966–1976
- Horst Seefeld, MdEP a. D. (SPD), 1976–1980
- Walter Scheel, Bundespräsident a. D. (FDP), 1980–1985
- Philipp Jenninger, Bundestagspräsident a. D. (CDU), 1985–1990
- Annemarie Renger, Bundestagspräsidentin a. D. (SPD), 1990–1992
- Hans-Dietrich Genscher, Bundesaußenminister a. D. (FDP), 1992–1994
- Rita Süssmuth, Bundestagspräsidentin a. D. (CDU), 1994–1998
- Wolfgang Thierse, Bundestagspräsident a. D. (SPD), 1998–2000
- Monika Wulf-Mathies, Mitglied der Europäischen Kommission a. D. (SPD), 2000–2006
- Dieter Spöri, Minister a. D. (SPD), 2006–2012
- Rainer Wend, ehemaliges Mitglied des Bundestages (SPD), 2012–2018
- Linn Selle, (SPD), 2018–24
- Anna-Maija Mertens, seit 2024

### Generalsekretäre seit 1949
- Walter Hummelsheim, 1949–1952
- Ernst Günter Focke, 1952–1961
- Berthold Finkelstein, 1961–1963
- Karlheinz Koppe, 1963–1970
- Gerhard Eickhorn, 1970–1991
- Horst Brauner, 1991–1994
- Hartmut Marhold, 1994–2002
- Axel Schäfer, 2002–2003
- Bernd Hüttemann, seit 2003

### Weitere Persönlichkeiten
- Heinrich von Brentano, Vizepräsident der parlamentarischen Sektion
- Elly Heuss-Knapp (Politikerin), Vizepräsidentin 1949
- Friedrich Carl von Oppenheim, Vizepräsident
- Anna Siemsen, Mitglied des Exekutivrates 1950

## Mitgliedsorganisationen
Die Europäische Bewegung Deutschland besteht aktuell aus 239 Mitgliedsorganisationen (Stand: September 2024). Die Aufnahme wird durch den Vorstand beschlossen.